# تازی لهستانی
تازی لهستانی (به انگلیسی: Polish Hound)، نام یکی از نژادهای سگ است که خاستگاه آن به لهستان بازمی‌گردد.